# Slovenský zväz ľadového hokeja
Slovenský zväz ľadového hokeja kontrollerar den organiserade ishockeyn i Slovakien. Förbundet inträdde den 2 februari 1993 i IIHF.